# Gladiatorerna (TV-program)
Gladiatorerna är en svensk variant av det amerikanska TV-programmet American Gladiators från 1989, där män och kvinnor utmanar muskulösa män och kvinnor, så kallade gladiatorer, i olika grenar. För utmanarna gäller det att samla ihop så många poäng som möjligt i ett antal grenar för att få försprång i en slutlig hinderbana samtidigt som gladiatorernas uppgift är att stoppa utmanarna från att ta så många poäng som möjligt. Den av de manliga respektive kvinnliga deltagarna som snabbast tar sig i mål vinner matchen och kan sedan gå vidare i tävlingen från grundomgången till semifinaler och en slutgiltig final. Man tävlar män mot män och kvinnor mot kvinnor. I finalen får den manliga och kvinnliga vinnaren varsin prissumma, som sedan år 2012 legat på 250 000 kronor.
Svenska TV-kanalen TV4 har sänt programmet i sammanlagt elva säsonger under åren 2000–2004 och 2012–2017. De säsonger som TV4 har producerat har alltid varit egenproducerade, även om de har utgått från originalprogrammet från 1989. Innan TV4 började producera egna säsonger sändes dock den amerikanska förlagan, som kommenterades av svenska kommentatorer.

## Om Gladiatorerna

### Historia
TV4 blev under 1990-talet intresserade att sända det amerikanska TV-programmet American Gladiators. Mellan åren 1992 och 1996 sändes det amerikanska originalprogrammet men med Agneta Sjödin och Hans Crispin som pålagda svenska kommentatorer. Efter millennieskiftet började TV4 producera en egen version av programmet, först med Gunde Svan och Agneta Sjödin som programledare samt Robert Perlskog och Ove Rytter som kommentatorer i totalt fem säsonger, och under 2010-talet med Gry Forssell som programledare, Anders Timell som bisittare och duon Niklas Wikegård och Jesper Hussfelt som kommentatorer. De första fem säsongerna spelades in mellan 2000 och 2004 medan de senare säsongerna spelades in mellan 2011 och 2017.
I de allra flesta säsonger har de tävlande varit allmänheten som ansökt om att delta i programmet exempelvis personer som deltar och/eller tränar olika sporter inom crossfit, kampsport och rugby, men det har även förekommit kändisspecialer då svenska kändisar utmanar gladiatorerna.

### Programmets upplägg
Programmet inleds med att fyra utmanare, två kvinnor och två män, tävlar mot varandra i olika gladiatorgrenar där kvinnorna tävlar mot varandra respektive männen tävlar mot varandra. Varje gren har sina olika upplägg men likheterna är att det för utmanarna gäller att samla så många poäng som möjligt, samtidigt som gladiatorerna ska förhindra detta. I vissa grenar tävlar en utmanare åt gången medan det i andra utmaningar tävlar bägge utmanarna samtidigt. Dock möter varje utmanare minst en gladiator och i vissa grenar är det flera gladiatorer som utmanaren ställs mot. 
Efter alla avgjorda tävlingsgrenar mot gladiatorerna sammanställs den totalpoäng som respektive utmanare har samlat ihop och omvandlas till sekunder. Detta är något som blir avgörande i det sista momentet som är en hinderbana då de två utmanarna (männen respektive kvinnorna) tävlar om vem som ska vinna det programmet. Den av de två som har högst totalpoäng får ett visst försprång men beroende på hur många poäng som konkurrenten samlade in kan denne snabbt komma ikapp. Om bägge utmanarna har fått ihop samma totalpoäng startar de samtidigt. I hinderbanan tävlar utmanarna mot varandra och inte mot gladiatorer.
Hinderbanan går genom ett flertal olika hinder vilket bland annat har innefattat klättring, armgång, simning, balanshinder, linbaneåkning och ett löpband i sluttning innan målgång. Upplägget har varierat i säsongerna utifrån hur arenan sett ut, exempelvis genomfördes inte simning i de första fem säsongerna då arenan saknade en bassäng. 
En del säsonger har haft ett slags turnéupplägg med grundomgångar, semifinaler och final som har inneburit att de män och kvinnor som vunnit sina matcher går vidare i tävlingen till dess en säsongsvinnare är korad. Andra säsonger har inte haft detta upplägg utan har korat vinnare i varje avsnitt. 

## Säsongsöversikt
| Nr | Sändningsdatum                     | Säsongsvinnare          | Säsongsvinnare    | Programledare                  | Domare                                 | Kommentatorer                       | Inspelningsplats         | Genomsnitt i tittarsiffror |
| Nr | Sändningsdatum                     | Manlig                  | Kvinnlig          | Programledare                  | Domare                                 | Kommentatorer                       | Inspelningsplats         | Genomsnitt i tittarsiffror |
| -- | ---------------------------------- | ----------------------- | ----------------- | ------------------------------ | -------------------------------------- | ----------------------------------- | ------------------------ | -------------------------- |
| 1  | 31 mars – 2 juni 2000              | Torbjörn Olsson         | Ci Lindström      | Gunde Svan och Agneta Sjödin   | Dag "Daggen" Olsson                    | Robert Perlskog och Ove Rytter      | Kupolen, Borlänge        | 1 382 050                  |
| 2  | 19 januari – 6 april 2001          | Fredrik Edlund          | Louise Svaton     | Gunde Svan och Agneta Sjödin   | Dag "Daggen" Olsson                    | Robert Perlskog och Ove Rytter      | Kupolen, Borlänge        | 1 506 182                  |
| 3  | 28 september – 30 november 2001    | Junior Onema            | Linda Escar       | Gunde Svan och Agneta Sjödin   | Dag "Daggen" Olsson                    | Robert Perlskog och Ove Rytter      | Tipshallen, Växjö        | 1 382 450                  |
| S  | 15 februari – 22 februari 2002     | i.u.                    | i.u.              | Gunde Svan och Agneta Sjödin   | Dag "Daggen" Olsson                    | Robert Perlskog och Ove Rytter      | Tipshallen, Växjö        | 972 750                    |
| 4  | 27 september – 29 november 2002    | Jonas Fermfeldt         | Linda Gröning     | Gunde Svan och Agneta Sjödin   | Dag "Daggen" Olsson och Steve Galloway | Robert Perlskog och Ove Rytter      | Tipshallen, Växjö        | 1 273 600                  |
| 5  | 23 januari – 2 april 2004          | Patrick Lessa           | Ida Malmberg      | Gunde Svan och Agneta Sjödin   | Dag "Daggen" Olsson och Steve Galloway | Robert Perlskog och Ove Rytter      | Nordichallen, Sundsvall  | 961 500                    |
| 6  | 7 januari – 31 mars 2012           | Eric Ericsson           | Elin Hansson      | Gry Forssell                   | Lahdo Sharro                           | Jesper Hussfelt och Niklas Wikegård | Löfbergs Arena, Karlstad | 729 833                    |
| 7  | 4 januari – 22 mars 2013           | Wictor Magnusson Broder | Linnéa Johansson  | Gry Forssell                   | Lahdo Sharro                           | Jesper Hussfelt och Niklas Wikegård | Löfbergs Arena, Karlstad | 878 083                    |
| 8  | 15 mars – 7 juni 2014              | Konstantin Avramidis    | Elin Strömblad    | Gry Forssell och Anders Timell | Ulf Rådbjer                            | Jesper Hussfelt och Niklas Wikegård | Nordichallen, Sundsvall  | 834 917                    |
| K  | 5 september 2014                   | Rickard Nordstrand      | Malin Ewerlöf     | Gry Forssell och Anders Timell | Ulf Rådbjer                            | Jesper Hussfelt och Niklas Wikegård | Nordichallen, Sundsvall  | 776 000                    |
| K  | 31 januari 2015                    | Mattias Sunneborn       | Sara Lumholdt     | Gry Forssell och Anders Timell | Ulf Rådbjer och Christina Manoli       | Jesper Hussfelt och Niklas Wikegård | Nordichallen, Sundsvall  | 1 138 000                  |
| 9  | 21 mars – 13 juni 2015             | Bogdan Kourinnoi        | Michelle Claesson | Gry Forssell och Anders Timell | Ulf Rådbjer och Christina Manoli       | Jesper Hussfelt och Niklas Wikegård | Nordichallen, Sundsvall  | 688 230                    |
| K  | 30 januari 2016                    | Alexander Hermansson    | Sara Wiss         | Gry Forssell och Anders Timell | Ulf Rådbjer och Christina Manoli       | Jesper Hussfelt och Niklas Wikegård | Nordichallen, Sundsvall  | 1 129 000                  |
| 10 | 19 mars – 4 juni 2016              | Manfred Edsberg         | Linda Hammarstedt | Gry Forssell och Anders Timell | Ulf Rådbjer och Christina Manoli       | Jesper Hussfelt och Niklas Wikegård | Nordichallen, Sundsvall  | i.u.                       |
| 11 | 7 januari – 28 januari 2017        | Ingen                   | Ingen             | Gry Forssell och Anders Timell | Ulf Rådbjer och Christina Manoli       | Jesper Hussfelt och Niklas Wikegård | Nordichallen, Sundsvall  | i.u.                       |
| 12 | 26 maj – 16 juni 2017              | Ingen                   | Ingen             | Gry Forssell och Anders Timell | Ulf Rådbjer och Christina Manoli       | Jesper Hussfelt och Niklas Wikegård | Nordichallen, Sundsvall  | i.u.                       |
| 13 | 15 december 2017 – 27 januari 2018 | Ingen                   | Ingen             | Gry Forssell och Anders Timell | Ulf Rådbjer och Christina Manoli       | Jesper Hussfelt och Niklas Wikegård | Nordichallen, Sundsvall  | i.u.                       |

1. ↑  Ci Lindström hoppade in som reserv efter att en av de kvinnliga deltagarna i grundomgången hade skadat sig.
2. ↑  Patrick Lessa spelade som gladiatorn Baron Samedi under säsongerna 6–8.
3. ↑  Varje kändisdeltagare hade varsin coach som kunde agera reserv om deltagaren skadade sig. Rickard Nordstrand tog över från Mårten Andersson och eftersom han korsade mållinjen först räknades han som teamets vinnare.
4. 1 2 3  Endast en sändning, således ej snittsiffror.
5. ↑  Sara Wiss var coach till Alexandra Bring som fick hoppa in vid hinderbanan och blev slutlig vinnare.
6. 1 2 3  Säsongerna 11–13 spelades in som en enda säsong, men delades upp i tre olika sändningsperioder därav numren.
7. 1 2  Ingen slutlig säsongsvinnare korades i säsongerna 11–13, istället hade varje avsnitt ett unikt tema med efterföljande vinnare.

## Tävlingsgrenar

### Tävlingsgrenar i säsong 1–13
| Gren         | Handling |
| ------------ | --- |
| Attackbollen | På banan finns fem korgar utplacerade - fyra i varje hörn och en i mitten. Respektive utmanare inleder matchen med att stå på varsin sida om banan där varje utmanare möter varsin gladiator (ibland med ytterligare en gladiator som vaktar mittkorgen). Upplägget är att varje utmanare ska försöka lägga bollar i korgarna för att få poäng samtidigt som gladiatorerna ska stoppa utmanarna från att göra detta. Oavsett om ett försök lyckas eller misslyckas måste utmanaren springa över till motsatt sida för att göra nästa försök. Gladiatorn får vid konfrontation ta tag i utmanaren, men så fort domaren skriker "släpp" måste gladiatorn släppa. Om gladiatorn går för hårt åt (och sedan 2012 även om gladiatorn går in i utmanarens bo) delas extrapoäng ut till utmanaren. Utmanaren får två poäng för de yttre korgarna och fyra poäng för den inre korgen. Matchen pågår i 60 sekunder. |
| Dragkampen   | Utmanaren ska springa fram på en kort bana och inom 30 sekunder försöka trycka på en knapp, samtidigt som utmanaren är fastbunden i ett rep som en gladiator håller i. Gladiatorns uppgift är att försöka dra tillbaka utmanaren till startposition. Genom att krypa fram på banan kan utmanaren nå olika poängzoner: 1-5 som ger lika mycket som man når fram till. Lyckas utmanaren trycka på knappen flyger gladiatorn upp i luften och deltagaren får 10 poäng. Den här grenen fanns med i vissa av de tidiga säsongerna samt från 2016. |
| Duellen      | Utmanaren och gladiatorn står på varsin plattform/piedestal och slår på varandra med hjälp av vadderade klubbor (pugil sticks). Målet är att få motståndaren att tappa balansen och falla ned från plattformen. Går någon över på den andres plattform innebär det automatisk diskvalificering. Utmanaren får 5 poäng om man står kvar hela tiden och 10 poäng ifall att denne lyckas slå ned gladiatorn. Noll poäng ges ifall utmanaren trillar ned från plattformen. Efter säsongen 2012 gjordes grenen över en swimmingpool, vilket gör att den/de som trillade av plattformen landade i vatten. Matchen pågår i max 30 sekunder. |
| Gatloppet    | Utmanaren möter fyra-fem gladiatorer som står uppställda på en 20 meter långsmal bana. Uppgiften som utmanaren har är att försöka ta sig förbi gladiatorerna på en viss tid för att få högsta poäng, samtidigt som gladiatorerna, med hjälp av olika handhållna redskap, försöker hindra utmanarens framfart. Fram till 2012 fick utmanaren poäng om denne klarade banan på en viss tid, därefter gjordes poängräkningen gjorts om till poängzoner där utmanaren var tvungen att kliva in i zon 2 för att minst få poäng. Klarade utmanaren hela banan fick denne 10 poäng. Matchen pågår i max 30 sekunder. |
| Hängbron     | Denna utmaning liknar Duellen med skillnaden att utmanaren och gladiatorn möts på en hängbro istället med målet att få ned varandra från bron. Utmanaren respektive gladiatorn bär varsin vadderad klubba. Tappar någon, antingen gladiatorn eller utmanaren, sitt redskap blir man diskvalificerad. Likaså kan både utmanaren och gladiatorn bli diskvalificerad ifall någon av dem går ned på knä eller ramlar baklänges men blir kvar på bron. Skulle detta hända utdelar domaren en varning och sedan körs hängbron om. Skulle utmanaren eller gladiatorn få två varningar blir denne diskvalificerad. Utmanaren får 5 poäng om man står kvar tiden ut men 10 poäng om utmanaren slår ned gladiatorn. På grund av en olyckshändelse i den sjätte säsongen gjordes grenen om något så att parterna startar längre fram på bron. Matchen pågår i max 30 sekunder.                                        |
| Pendeln      | Utmanaren ska ta sig över en smal spång, hämta poängbollar och ta sig tillbaka med bollarna. Samtidigt står gladiatorer på bägge sidorna och försöker träffa utmanaren med stora pendlande bollar. Grenen avslutas när utmanaren samlat på sig alla bollar, ramlat ned från spången eller när tiden löpt ut. Varje boll som utmanaren lägger i sitt bo ger två poäng. Totalsumman kan därför variera beroende på hur många bollar utmanaren får med sig, men som mest 16 poäng. Denna gren infördes säsongen 2012. Matchen pågår i max 60 sekunder. |
| Plattan      | Denna utmaning är en slags brottningsmatch där det för utmanaren gäller att få ned sin gladiator av plattan för att få poäng. För att göra det svårare hålls plattan ett antal meter upp i luften vilket gör den mer instabil. Skulle både gladiatorn och utmanaren trilla ned från plattan är det den som var mest aktiv i att få ned motståndaren från plattan i situationen som vinner matchen. Om gladiatorn och utmanaren däremot står kvar på plattan vid tidens slut vinner gladiatorn och därmed nollas utmanaren. Matchen pågår i max 60 sekunder. Denna utmaning tillkom i den sjätte säsongen. |
| Pyramiden    | Utmanarna ska ta sig upp till toppen av en kuddpyramid och trycka på en knapp. På pyramiden finns två gladiatorer som försöker hindra utmanarna från att ta sig upp i pyramiden. Från början det det den utmanare som kom upp först och tryckte på en knapp som vann matchen och fick 10 poäng medan tvåan gavs 5 poäng, men från den nionde säsongen gjordes reglerna om till att utmanarna fick göra så många försök de ville under 60 sekunder där varje knapptryckning gav 5 poäng. Om utmanaren aldrig trycker på knappen uteblir poängen helt. |
| Rekylen      | Utmanaren ska dra ned säckar i olika färger och samla på sig så många som möjligt i en korg medan gladiatorn ska förhindra det genom att knuffa bort utmanaren, sparka bort nedfallna säckar och rycka säckar ur händerna på utmanaren. Utmanaren får olika poäng beroende på säckarnas färg, dock hänger de säckar som är värda mest närmast gladiatorn vilket försvårar utmanarens försök. Gladiatorn och utmanaren är dessutom fastspända i varsin elastisk lina som försvårar för dem att mötas i mitten där säckarna hänger. Utmanaren får även ta säckar som hamnat på golvet, men säckar som hamnar utanför banan blir ogiltiga. Om utmanaren får tag i en eller flera säckar måste gladiatorn backa tillbaka till sitt bo. Matchen pågår i 60 sekunder. |
| Ringarna     | Utmanaren och gladiatorn hänger och förflyttar sig mellan ringar. De startar på en plattform på varsin sida och utmanarens uppgift är att ta sig över till gladiatorns sida medan gladiatorns mål är att hinna ifatt och slita ned utmanaren från ringarna. Ringarna är uppdelade i två färger, vit och röd, där de röda hänger på gladiatorns sida. För att utmanaren överhuvudtaget ska ta poäng måste denne antingen hänga i en röd ring eller ta sig över till plattformen. Inga poäng utdelas om utmanaren enbart håller i vita ringar när tiden går ut, alternativt släpper taget innan tiden löpt ut. I säsongerna 1–5 fick varken gladiatorn eller utmanaren hålla i samma ring längre än 10 sekunder. |
| Väggen       | Utmanarna ska klättra upp för en 11 meter hög klättervägg inom en minut. Utmanarna förföljs av varsin gladiator som ska försöka dra ner sin respektive utmanare från väggen. Utmanarna startar med ett kort försprång och belönas med olika poäng under förutsättning att de inte ramlar ned från väggen innan matchtidens slut. Den av utmanarna som kommer upp för väggen först får tio poäng medan tvåan får fem poäng. Håller man sig kvar på väggen tiden ut får man också fem poäng, annars blir det inga poäng. |

### Tävlingsgrenar som användes i säsong 1–5 (men inte 6–13)
| Gren          | Handling |
| ------------- | --- |
| Dragkroken    | Utmanaren och gladiatorn skulle hålla i varsitt sammankopplat handtag och sedan gällde det för utmanaren att få gladiatorn ut ur en ring för att få poäng. |
| Bungyboll     | Utmanarna och två gladiatorer skulle hoppa bungyjump från varsin pyramid. Målet för utmanarna var att på uppstuds fånga olikfärgade bollar som hängde på olika höjd i en takställning, för att sedan återvända och lämna bollarna på toppen av pyramiden. Gladiatorernas uppgift var att störa utmanarna. Beroende på hur högt eller lågt bollarna stod var poängen olika. |
| Gallerburarna | Utmanarna liksom två gladiatorer var placerade i varsin gallerbur (2 meter i diameter) som de med egen kraft skulle sätta i rullning. Utmanarnas uppgift var att ta sig till olika upphöjningar med inbyggda sensorer för att få poäng medan gladiatorernas uppgift var att hindra utmanarna från att göra detta.                                                          |
| Linbanan      | Gladiatorn och utmanaren skulle med hjälp av linor från en plattform dra sig till en annan plattform. När man sedan nått målet skulle man vända och göra samma sak igen. Den som först träffade en måltavla vann matchen. |
| Spindelburen  | Denna utmaning ägde rum i en bur bestående av klätternät, där utmanaren likt en spindel i ett spindelnät skulle klättra på insidan och ta ner ringar som ger poäng. Gladiatorn fanns med i samma bur för att förhindra utmanaren. |
| Sumobollen    | Gladiatorn och utmanaren stod på en stor plattform med en stor boll (sumobollen) mellan sig. Uppgiften för utmanaren var att knuffa ner gladiatorn med hjälp av bollen. Utmanaren som lyckades knuffa ner gladiatorn eller att stå kvar tiden ut fick poäng. |
| Vippbrädan    | Gladiatorn och utmanaren stod på varsin sida om en gungbräda med ett rep mellan sig. Det gällde sedan att dra ned sin motståndare samtidigt som man skulle hålla balansen. |

## Gladiatorerna
Nedan listas namnen på de gladiatorer som medverkar och som har medverkat i säsongerna. Gladiatorer med ljusgrön bakgrund i deras namn medverkade i den senaste säsongen. Säsonger markerad med grå bakgrund är säsonger då gladiatorn inte deltog. Ett kryss (X) med vit bakgrund menas att gladiatorn deltog i den säsongen. Ett kryss (X) med grå bakgrund menas att gladiatorn deltog som reserv. För vissa säsonger är det okänt vilka gladiatorer som deltog, detta är markerat med bokstäverna i.u.. 

### Manliga gladiatorer
| Gladiator    | Skådespelare            | 1 | 2 | 3 | S    | 4    | 5 | 6 | 7 | 83 | 94 | 104 | 11 |
| ------------ | ----------------------- | - | - | - | ---- | ---- | - | - | - | -- | -- | --- | -- |
| Atlas        | Roger Zapfe             | X | X | X | X    |      |   |   |   |    |    |     |    |
| Attila       | Peter Bláha2            |   |   |   |      |      |   | X |   |    |    |     |    |
| Baron Samedi | Patrick Lessa           |   |   |   |      |      |   | X | X | X  |    |     |    |
| Beast        | Daniel Atterhagen       |   |   |   |      |      |   |   |   | X1 |    |     |    |
| Delta        | Zimzon Lelo             |   |   |   |      |      |   |   |   |    | X  | X   | X  |
| El Gringo    | Eddy Bengtsson          |   |   |   |      |      |   |   |   |    | X  | X   | X  |
| Herkules     | Marcus Olausson         |   |   |   |      |      |   |   |   | X  | X  | X   | X  |
| Hero         | Roddy Benjaminson       | X | X | X | X    | X    | X | X | X | X  | X  | X   | X  |
| Izor         | Niklas Larsson          | X | X | X | X    | X    | X |   |   |    |    |     |    |
| Korax        | Benny Furenbrink        | X |   |   |      |      |   |   |   |    |    |     |    |
| Loke         | Jonas Andersson         |   | X | X | i.u. |      |   |   |   |    |    |     |    |
| Pansar       | Peter Bláha2            |   |   |   |      |      |   | X | X | X  | X  | X   | X  |
| Phoenix      | Aristides Denis Sánchez |   |   | X | i.u. | X    | X | X | X | X  | X  | X   | X  |
| Plexus       | Johan Oldenmark         | X | X | X | X    | X    | X |   |   | X  |    |     |    |
| Prime        | Mikael Hollsten         |   |   |   |      |      |   | X | X | X  | X  |     |    |
| Python       | Sör James Danielle      |   |   |   |      | X    | X |   |   |    |    |     |    |
| Raptor RX2   | Fredrik Wettergren      |   |   |   |      | X    | X |   |   |    |    |     |    |
| Tamook       | Peder Johansson         |   |   | X | i.u. | X    |   |   |   |    |    |     |    |
| Taurus       | Jörgen Bergström        |   |   |   |      |      | X |   |   |    |    |     |    |
| Titan        | Jonas Olsson            | X | X | X | i.u. | i.u. |   |   |   |    |    |     |    |
| Tor          | Mikael Spreitz          |   |   |   |      |      |   | X | X |    |    |     |    |
| Toro         | Ako Rahim               |   |   |   |      |      |   | X | X | X  | X  | X   | X  |
| Tromb        | Mire Ercegovcevic       | X |   |   | i.u. | i.u. |   |   |   |    |    |     |    |
| Wolf         | Binais Begović          |   |   |   |      |      |   | X | X |    |    |     |    |
| Ymer         | Timmy Thernström        |   |   |   |      |      |   |   |   |    | X  | X   | X  |
| Zeke         | Kim Justin†             | X | X | X |      |      |   |   |   |    |    |     |    |

1 Beast hoppade in vid sista grundomgången i säsong 8.

2 Peter Blaha spelar från den sjätte säsongen gladiatorn Pansar istället för Attila.

3 Även gladiatorer i Kändisspecialen den 5 september 2014.

4 Även gladiatorer i Kändisspecialen den 31 januari 2015.

### Kvinnliga gladiatorer
| Gladiator | Skådespelare               | 1 | 2 | 3 | S    | 4    | 5 | 6 | 7  | 8  | 9 | 10 9 | 11 |
| --------- | -------------------------- | - | - | - | ---- | ---- | - | - | -- | -- | - | ---- | -- |
| Amazon    | Cecilia Benjaminson        |   |   |   |      | X    | X | X | X  | X  | X | X    | X  |
| Amber     | Elin Sundell               | X | X | X | X    | X    | X |   |    |    |   |      |    |
| Arrow     | Carrie Bacon               |   |   |   |      |      |   |   |    |    | X |      |    |
| Athena    | Magdalena Kowalczyk        |   |   |   |      |      |   | X | X  | X  | X | X    | X  |
| Blade     | Anna Larsson               |   |   |   |      | X    | X |   |    | X  |   |      |    |
| Bullet    | Christy Bacon              |   |   |   |      |      |   | X | X  | X  | X | X    | X  |
| Bjørk     | Björk Odinsdottir          |   |   |   |      |      |   |   |    |    | X | X    | X  |
| Diva      | Kathy Johansson            |   |   | X | i.u. |      |   |   |    |    |   |      |    |
| Elektra   | Isabella de Salareff       | X | X | X | i.u. | X    | X |   |    |    |   |      |    |
| Embla     | Anna Carlsson              |   |   |   |      |      | X |   |    |    |   |      |    |
| Etna      | Helen Ekblom               | X | X | X | i.u. | X    | X |   |    |    |   |      |    |
| Furia     | Birgitta Hallström         | X | X | X | X    | i.u. | X |   |    |    |   |      |    |
| Hyper     | Jannika Larsson            |   |   |   |      |      |   | X | X  | X  |   |      |    |
| Ice       | Helene Ahlson              |   |   |   |      |      |   | X | X  |    |   |      |    |
| Indra     | Linda Ekwall†              |   | X | X |      |      |   |   |    |    |   |      |    |
| Kitsune   | Jenny Adolfsson            |   |   |   |      |      |   | X | X  | X  | X | X    | X  |
| Kobra     | Alexandra Vusir            | X |   |   |      |      |   |   |    |    |   |      |    |
| Lynx      | Lina Eklund                |   |   |   |      |      |   | X | X  |    |   |      |    |
| Medusa    | Anna Rosén                 | X |   |   |      |      |   |   |    |    |   |      |    |
| Nova      | Anna Ugander               | X | X | X | i.u. |      |   |   |    |    |   |      |    |
| Puma      | Cajsa Nilsson5             |   |   |   |      |      | X |   |    |    |   |      |    |
| Sky       | Helena Falk                |   |   |   |      |      |   |   |    |    |   |      | X  |
| Spider    | Virena Andersson           |   |   |   |      |      |   |   |    | X  | X | X    | X  |
| Spirit    | Sarah Bäckman              |   |   |   |      |      |   |   | X6 |    |   |      |    |
| Stinger   | Cajsa Nilsson5             |   |   |   |      |      |   | X |    |    |   |      |    |
| Storm     | Sandra Elfast              |   |   |   |      |      |   |   |    |    | X | X    |    |
| Troja     | Pernilla Stjernfeldt       |   |   | X | X    | i.u. | X |   |    |    |   |      |    |
| Valkyria  | Monica Riscoll / Lisa Pihl | X | X | X | i.u. |      |   |   |    | X7 | X | X    | X  |

5 Cajsa Nilsson spelade i den sjätte säsongen gladiatorn Stinger istället för Puma.

6 Sarah Bäckman (Spirit) ersatte Cajsa Nilsson (Stinger) i den sjunde säsongen.

7 Lisa Pihl tog över rollen som Valkyria i den åttonde säsongen.

8 Även gladiatorer i Kändisspecialen den 5 september 2014.

9 Även gladiatorer i Kändisspecialen den 31 januari 2015.

## Kontroverser
TV-programmet har vid flera tillfällen varit föremål för kontroverser på grund av sammankoppling med dopning.
I maj 2002 dömdes en gladiator till fängelse för dopningsbrott och grov kvinnofridskränkning sedan han vid flera tillfällen misshandlat sin sambo.
I juni 2002 omkom gladiatorerna Kim "Zeke" Justin och Linda "Indra" Ekwall, som var ett par, sedan de kraschat med sin bil. Enligt uppgifter i Expressen visade obduktionen att Justin, som körde, var påverkad av den anabola steroiden norandosteron.
I oktober 2002 gick TV4 motvilligt med på att införa oannonserade dopningstester av gladiatorerna efter en serie artiklar i Expressen. I en av dessa artiklar berättade gladiatorn Johan "Plexus" Oldenmark om sitt tidigare missbruk av anabola steroider.
I januari 2003 trädde en före detta tränare till flera gladiatorer fram och berättade att han hjälpt dem att välja dopningspreparat.
I januari 2012, inför nystarten av programmet, uppmärksammade Expressen att gladiatorn Mikael "Tor" Spreitz förekom i polisens belastningsregister på 32 punkter, bland annat för misshandel och dopningsbrott.
I februari 2012 riktade häcklöparen Robert Kronberg hård kritik mot TV4 och programmet. Kronberg menade att det inte fanns några tvivel om att gladiatorerna använt sig av otillåtna dopningspreparat för att bygga sina kroppar. Han var i detta sammanhang även kritisk mot att programmet har yngre personer som målgrupp. Kronbergs kritik tillbakavisades av Magnus Karlsson Lamm, exekutiv producent för Gladiatorerna.